# Silangkitang (Pahae Jae)
Silangkitang is een bestuurslaag in het regentschap Tapanuli Utara van de provincie Noord-Sumatra, Indonesië. Silangkitang telt 748 inwoners (volkstelling 2010).